# Joe Don Baker
Joe Don Baker, född 12 februari 1936 i Groesbeck i Texas, död 7 maj 2025 i Los Angeles, Kalifornien, var en amerikansk skådespelare.
Joe Don Baker är bland annat känd för rollen som polischefen Jerry Karlin i komedifilmen Fletch (1985) och för sin medverkan i tre James Bond-filmer, som skurken Brad Whitaker i Iskallt uppdrag (1987) och som den allierade CIA-agenten Jack Wade i GoldenEye (1995) och Tomorrow Never Dies (1997).

## Filmografi, i urval
- 1967 – Rebell i bojor (ej krediterad)
- 1969 – De 7 slår till igen
- 1972 – Junior Bonner
- 1973 – Sheriffen rensar stan
- 1973 – Fallgropen
- 1984 – Den bäste
- 1984 – Final Justice
- 1985 – Fletch
- 1987 – Iskallt uppdrag
- 1991 – Cape Fear
- 1992 – Varning Washington
- 1994 – Reality Bites
- 1995 – Congo
- 1995 – GoldenEye
- 1995 – Gräsharpan
- 1996 – Mars Attacks!
- 1997 – George Wallace (TV-film)
- 1997 – Tomorrow Never Dies
- 2001 – Joe Dirt
- 2005 – The Dukes of Hazzard
- 2008 – Strange Wilderness
- 2012 – Mud